# Laramie-formatie

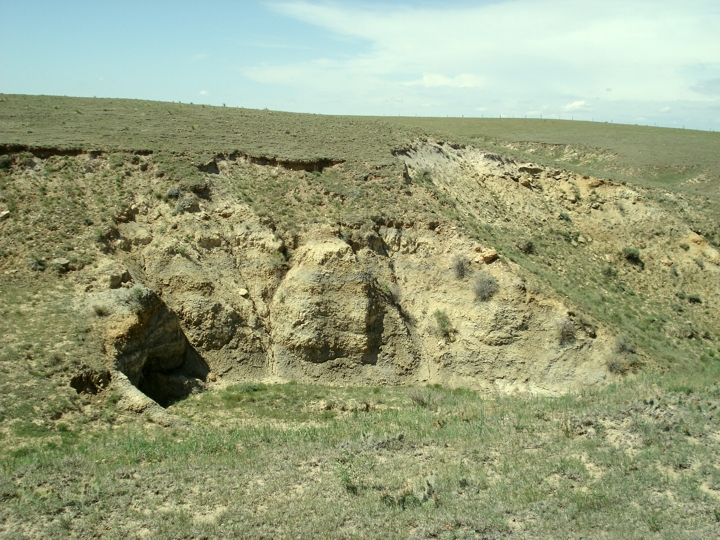
Laramie-formatie

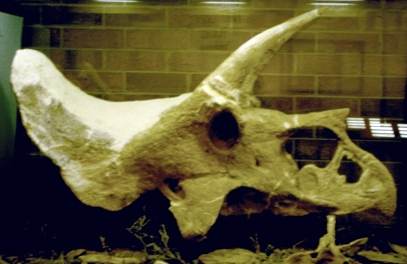
Schedel van Triceratops uit de Laramie-formatie

De Laramie-formatie is een geologische formatie in de Amerikaanse staat Colorado die afzettingen uit het Laat-Krijt omvat.

## Locatie
De Laramie-formatie ligt in het Cheyenne-bekken in het noordoosten van Colorado. Het is afgezet in een kustgebied langs de westelijke rand van de Western Interior Seaway, landinwaarts van de Fox Hills-formatie. De formatie dateert uit het Midden-Maastrichtien. De eerste vondsten werden in 1873 gedaan door Edward Drinker Cope. 

## Fauna
Van tien geslachten zoogdieren zijn fossielen gevonden in de Laramie-formatie: Alphadon, Leptalestes, Protalphadon en Protolambda (Metatheria), 
Cimolodon, Cimolomys, Meniscoessus, Mesodma, Paressonodon en Parikimys (Multituberculata). Met deze zoogdierenfauna wordt de Laramie-formatie tot het eerste deel van het NALMA Lancian gerekend.
Dinosauriërs uit de Laramie-formatie zijn de saurischiërs Dromaeosaurus, Ornithomimus, Paronychodon en Tyrannosaurus rex en de ornithischiërs cf. Edmontonia, Edmontosaurus, Thescelosaurus, Torosaurus en Triceratops.
Daarnaast zijn fossielen gevonden van zoetwaterhaaien en -roggen, beenvissen, amfibieën, schildpadden, hagedissen en krokodillen.